# Wasquehal
Wasquehal (niederländisch Waskenhal) ist eine französische Stadt im Département Nord in der Region Hauts-de-France. Sie gehört zum Arrondissement Lille und zum Kanton Croix. Der Ort hat 20.674 Einwohner (Stand 1. Januar 2022). Die Einwohner nennen sich Wasquehaliens.

## Geografie
Die Stadt Wasquehal liegt im Verdichtungsraum der Stadt Lille im Dreieck der Städte Lille – Roubaix – Tourcoing und ist mit diesen Städten inzwischen fast vollständig zusammengewachsen. Der Fluss Marque und der Canal de Roubaix verlaufen durch das Stadtgebiet. Umgeben wird Wasquehal von den Nachbargemeinden Mouvaux im Norden, Tourcoing im Nordosten, Croix im Osten, Villeneuve-d’Ascq im Südosten sowie Marcq-en-Barœul im Südwesten, Westen und Nordwesten.

## Geschichte
Die erste Erwähnung von Wasquehal erfolgte 1096, als der Chevalier Gérard de Waskenhal die Übertragung das Kirchgebiet der Kirche Saint Pierre de Lille-Lesquin dem Grafen Robert II. von Flandern als Lehen vergibt. Zum Kirchgebiet gehörten zu diesem Zeitpunkt etwa sechzig Feuerstellen. Zu dieser Zeit war das Gebiet um Wasquehal noch hauptsächlich ein Sumpfgebiet. Durch Forschungen über die Entstehung des Namens wurde die Besiedlungsgeschichte der Region bis in das fünfte Jahrhundert zurückverfolgt.
Nachdem 1415 der Lehnsherr Gérard de Ghistelles in der Schlacht von Azincourt gefallen war, wurde Wasquehal in zwei Gemeinden aufgeteilt. Erst als Charles Joseph Lespagnol de Grimbry 1782 zum Grafen von Wasquehal wurde, vereinigte dieser die beiden Orte wieder.
Von 1635 bis 1713 führten territoriale Ansprüche der französischen Könige Ludwig XIII. und Ludwig XIV. um die Agglomeration von Lille zu Belagerungen (z. B. 1708) und blutigen Kämpfen. Als Folge dieser Kämpfe kam es zu Hungersnöten, die durch den Ausbruch der Pest in den Jahren 1636 und 1669 verschärft wurden. Wasquehal gehörte erstmals ab 1678 durch die Friedensverträge von Nimwegen zu Frankreich. Innerhalb von 25 Jahren änderte sich jedoch insgesamt viermal die Staatsangehörigkeit der Stadt. Dieser Zeitraum der spanischen Erbfolgekriegegilt für die Stadt nicht zu Unrecht als einer der schwierigsten Momente ihrer Geschichte. Erst durch den Frieden von Utrecht im Jahr 1713 gehörte Wasquehal dann endgültig zu Frankreich.
Erneut wurde Wasquehal in Kriegswirren hineingezogen, als 1792 österreichische Truppen erneut Lille belagerten. Kurz vorher im Jahr 1787 war der Ort von einer Typhus-Epidemie getroffen worden.
Die Industrielle Revolution in der Textilindustrie führte zum Ende des 19. Jahrhunderts zu einem erheblichen Bevölkerungswachstum, aber auch zu einer massiven Änderung der sozialen Struktur. Die in heimischer Fertigung arbeitenden Weber wurden zu Arbeitern in Fabriken. Diese Industriearbeiter waren jetzt die größte Bevölkerungsgruppe. Als 1901 die Sozialisten mit Lejeune-Mullier erstmals den Bürgermeister stellten, verließen die Franziskanerinnen die von ihnen geführte Schule im Ort. Bis weit in das 20. Jahrhundert hinein war Wasquehal ein bedeutender Standort der Chemieindustrie (u. a. Erdölraffinerie, Farbenherstellung).
Am 15. Oktober 1914 besetzen Ulanen vom XIII. Korps vom Königreich Württemberg den Ort. Wasquehal blieb bis zum 15. Oktober 1918 von deutschen Soldaten besetzt. Durch die Nähe zur Front war der Ort Basis und Depot für die deutschen Truppen.
Im Zweiten Weltkrieg war Wasquehal vom 1. Juni 1940 bis zum 3. September 1944 erneut von deutschen Truppen besetzt.

### Bevölkerungsentwicklung
| Jahr                       | 1962   | 1968   | 1975   | 1982   | 1990   | 1999   | 2011   | 2021   |
| -------------------------- | ------ | ------ | ------ | ------ | ------ | ------ | ------ | ------ |
| Einwohner                  | 13.634 | 14.274 | 16.391 | 16.275 | 17.986 | 18.541 | 19.998 | 20.836 |
| Quellen: Cassini und INSEE |        |        |        |        |        |        |        |        |

## Kultur und Sehenswürdigkeiten
Zu den Sehenswürdigkeiten der Stadt gehört die im neugotischen Stil errichtete Kirche St. Nikolaus (Église Saint-Nicolas), die zwischen 1877 und 1901 errichtet wurde. Wie die Stadt auf ihrer Homepage ausführt, gibt es kaum größere ältere Gebäude und kaum Spuren der inzwischen über tausendjährigen Besiedlung. War es anfangs die Armut der Menschen, die die Erstellung bzw. die Unterhaltung entsprechender Bauten verhinderte, so war der Ort ab Anfang des 20. Jahrhunderts durch das massive Bevölkerungswachstum gezwungen, die letzten Zeugnisse der Geschichte abzureißen.
Bis zur französischen Revolution war das wichtigste Bauwerk der Stadt die Kirche Saint Maur, in sich der auch mehrere Reliquien befunden haben sollen. Alle diese Reliquien gingen jedoch in den Revolutionswirren verloren. Die Kirche selbst wurde in mehreren Schritten bis zum Jahr 1900 abgerissen.

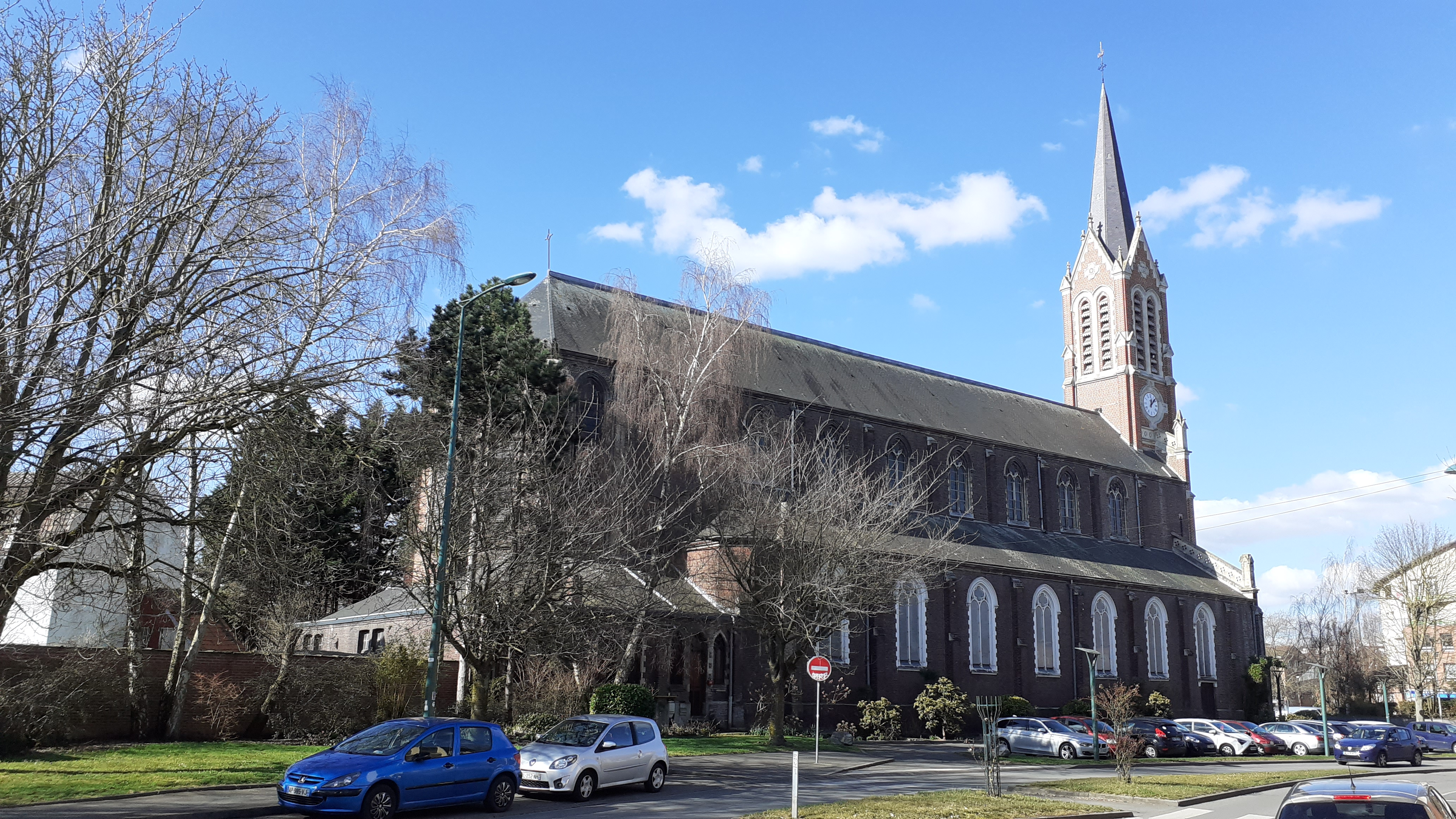
Kirche Saint-Nicolas
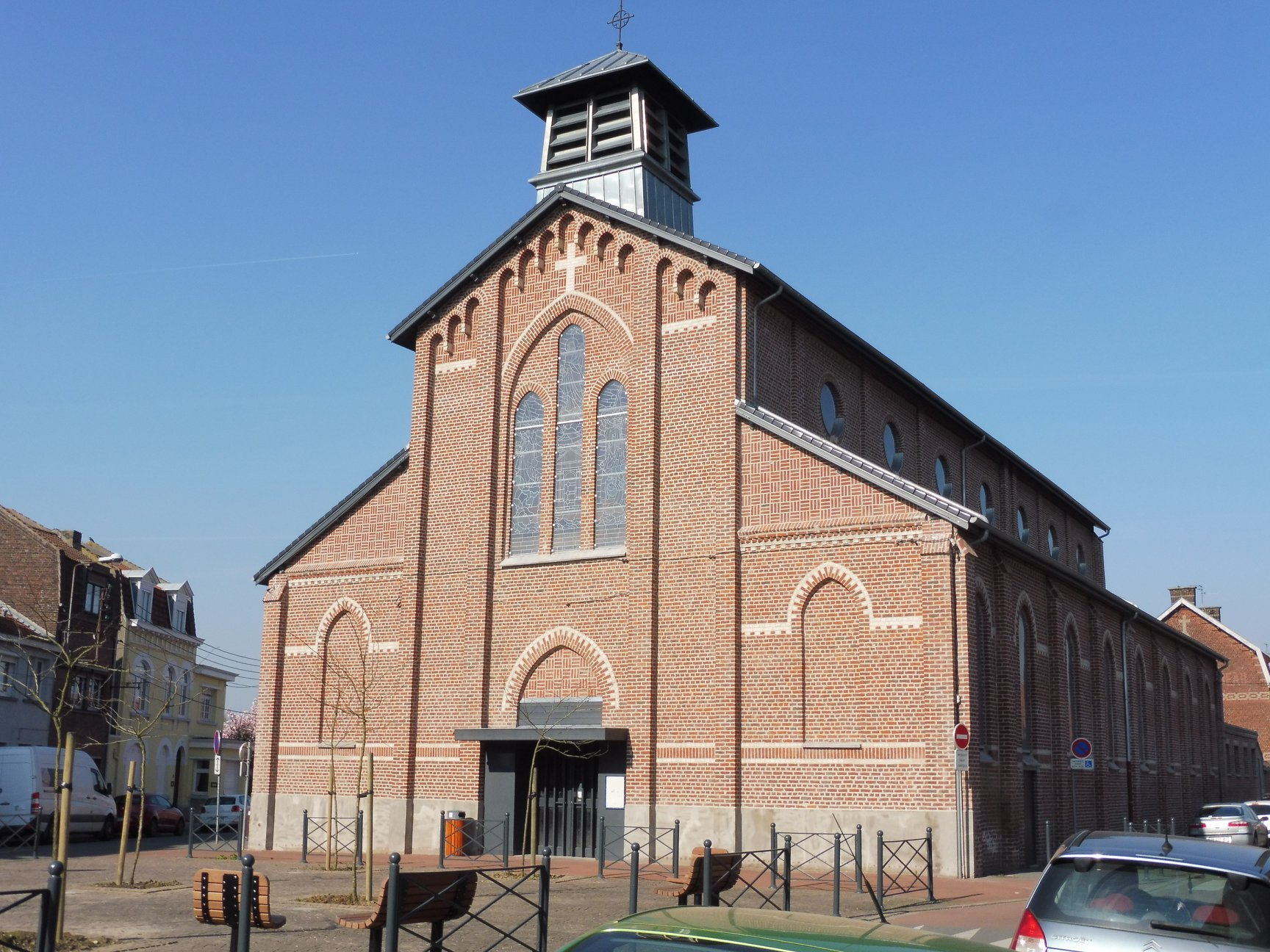
Kirche Saint-Clément
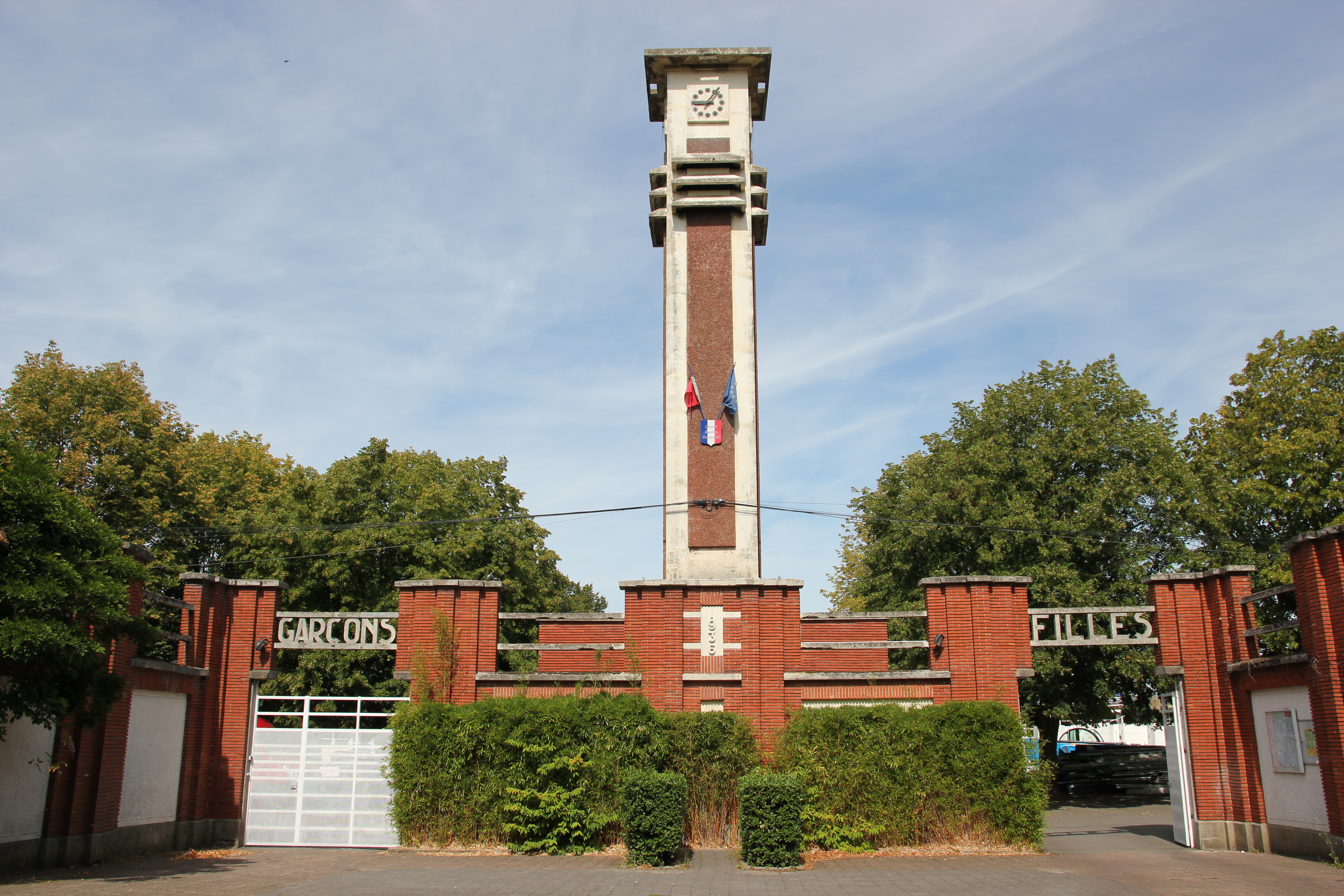
Eine der Grundschulen in Wasquehal
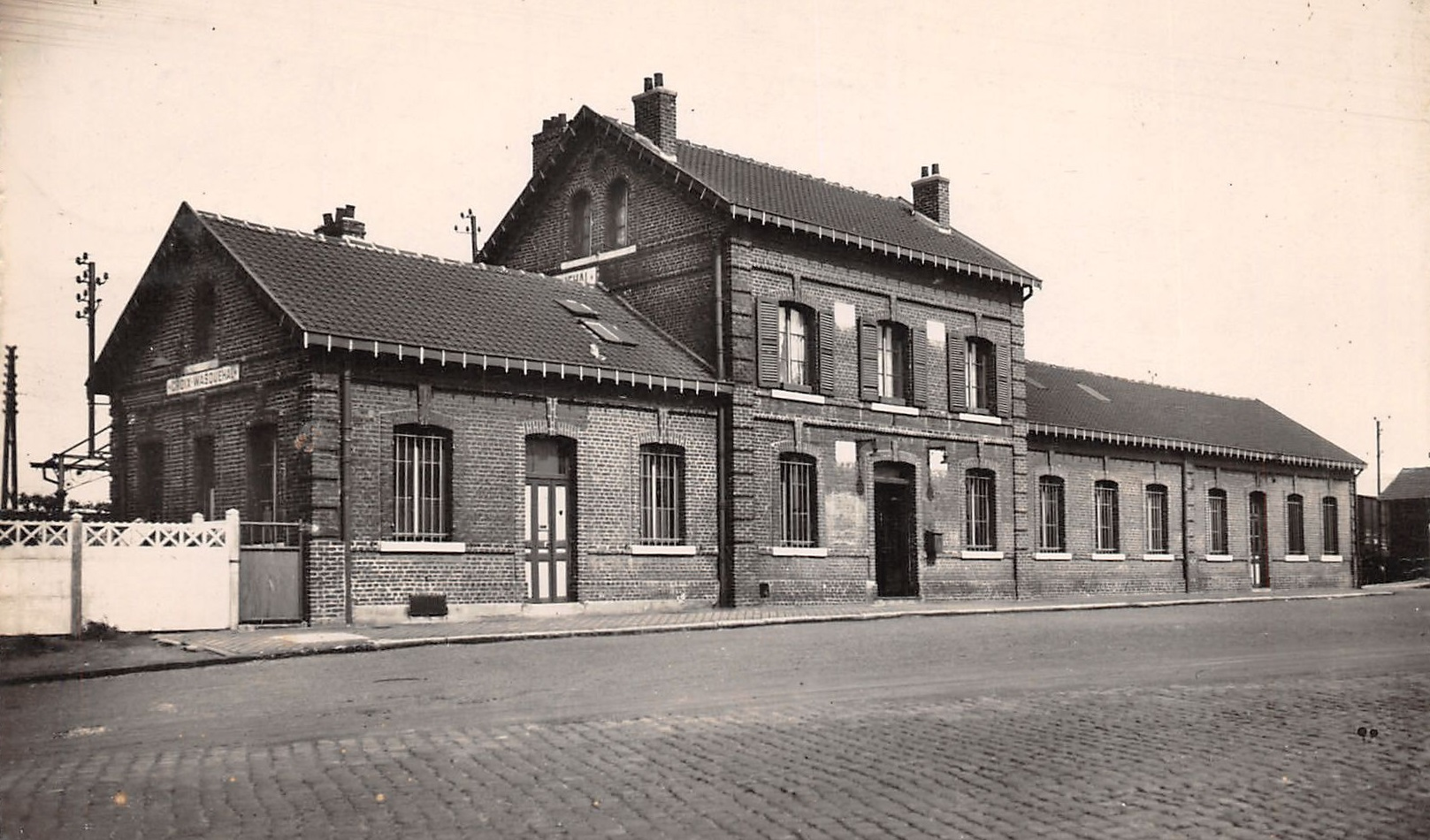
Bahnhof Wasquehal – Croix im Jahr 1951
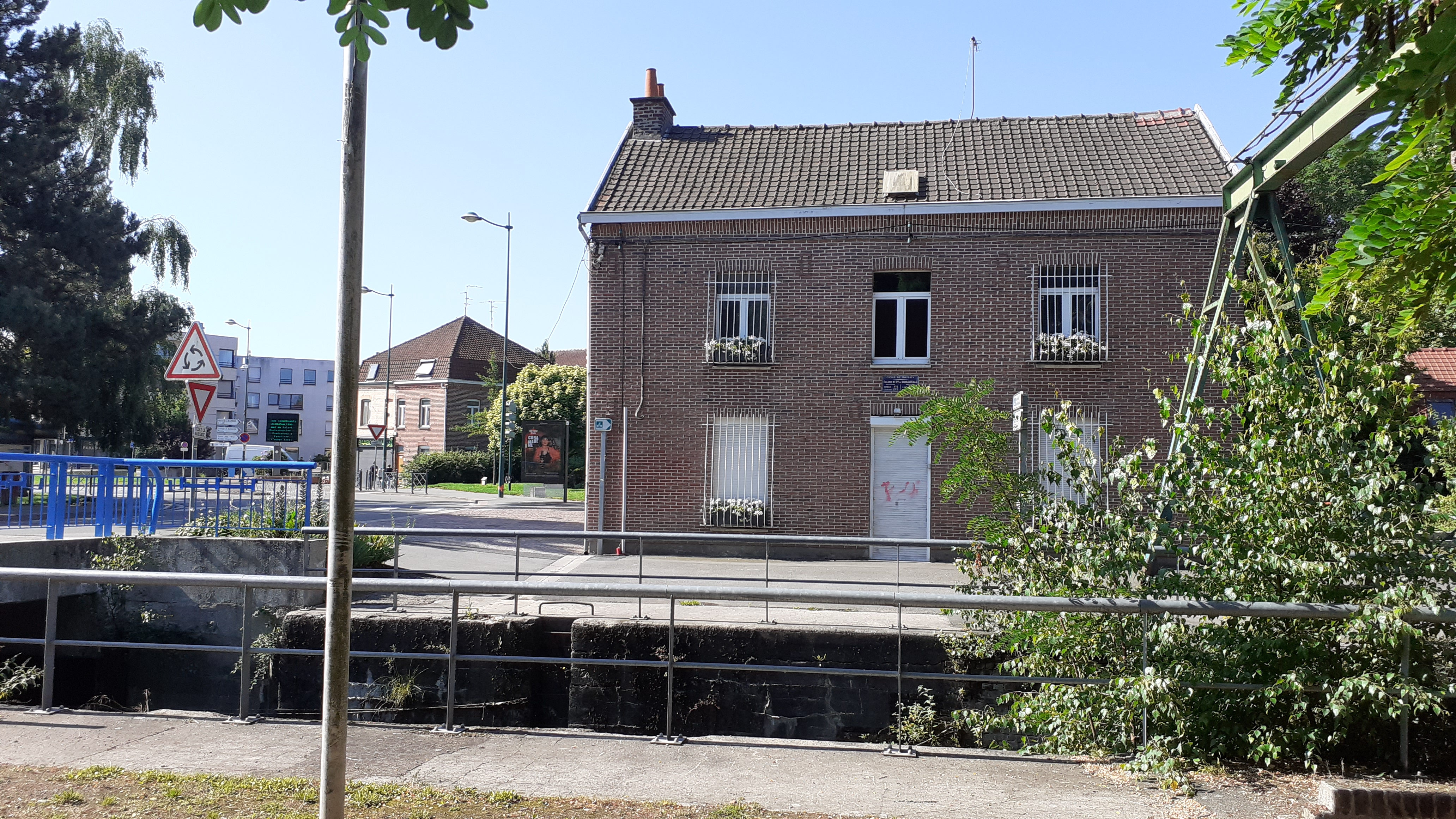
Tourismusbüro
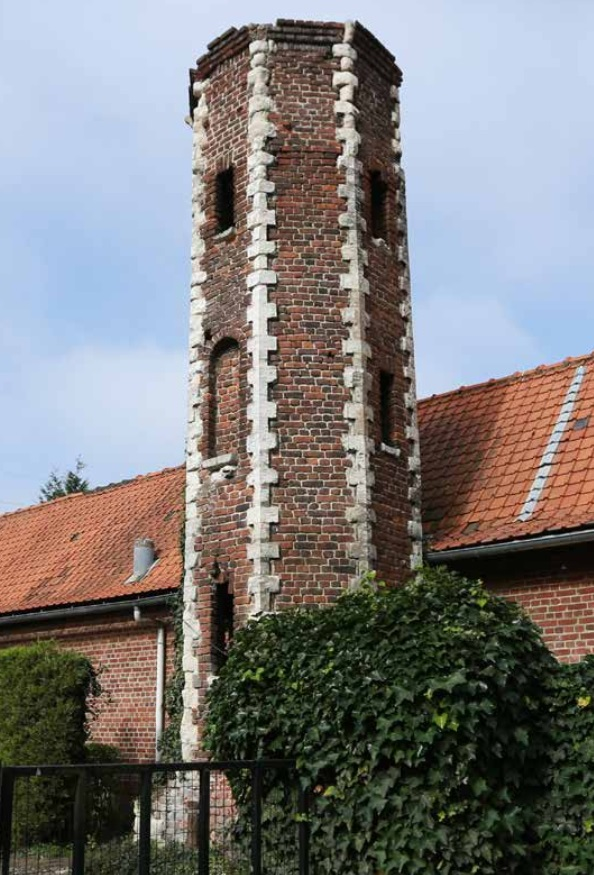
Ehemaliger Taubenturm
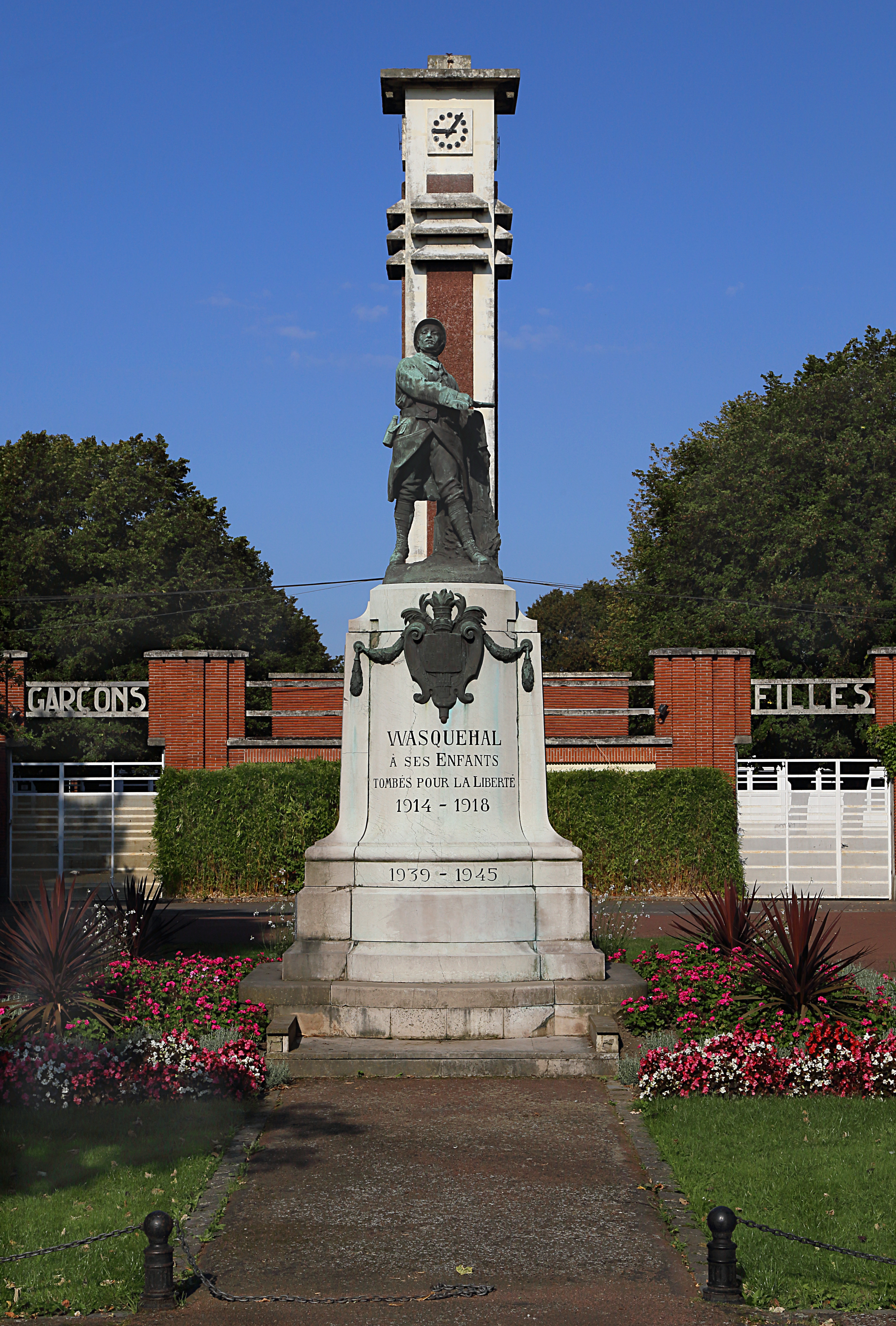
Gefallenendenkmal

## Städtepartnerschaft
Wasquehal unterhält eine Städtepartnerschaft mit der belgischen Stadt Beyne-Heusay.

## Wirtschaft und Infrastruktur
Erschlossen ist der Ort durch die Autobahnen und Bahnlinien im Raum Lille sowie den Canal de Roubaix. Mit dem von der EU geförderten Programm Blue Links wurde der Kanal sowie die Marque wieder schiffbar gemacht und steht jetzt insbesondere für die touristische Nutzung zur Verfügung.

## Sport
Die Gemeinde verfügt mit der ES Wasquehal über einen Fußballverein, der um die Jahrtausendwende herum über mehrere Jahre in der professionellen zweiten Liga antrat.

## Persönlichkeiten
- Henri Dorgères (1897–1985), Politiker und Bauernvertreter
- Pierre Herman (1910–1990), Politiker, zeitweise Bürgermeister von Wasquehal